# Près du ruisseau
Près du ruisseau, op. 9, est une œuvre de la compositrice Mel Bonis, datant de 1893.

## Composition
Mel Bonis compose Près du ruisseau pour piano en 1893. L'œuvre, dédiée à Mme Édouard Filon, est publiée aux éditions Leduc la même année. Elle est rééditée en 2006 par les éditions Furore.

## Analyse
La pièce évoque autant le souvenir de Franz Liszt que celui de Claude Debussy ou de Gabriel Fauré, avec qui la compositrice entretient des relations amicales. L'œuvre est fortement empreinte d'impressionnisme musical. Elle demande une grande finesse technique dans son exécution pour rendre l'idée de l'eau et de l'évocation de sa course.

## Réception
Depuis quelques années, elle est fortement jouée et diffusée.

## Edition actuelle
- In Mel Bonis, œuvres pour piano, Volume 2 - Pièces pittoresques et poétiques A; éd. Furore, 2006

## Discographie
- Mel Bonis, pièces pour piano, par Lioubov Timofeïeva, Voice of Lyrics C341, 1998 (BNF 38529839)
- Femmes de légende, par Maria Stembolskaia (piano), Ligia Digital LIDI 0103214-10, 2010, (OCLC 718391726)
- Myriam Barbaux-Cohen (piano) et Mel Bonis, Mémoires d'une femme, Ars Produktion, janvier 2022. (EAN 4260052383490)

## Sources
: document utilisé comme source pour la rédaction de cet article.
- Étienne Jardin, Mel Bonis (1858-1937) : parcours d'une compositrice de la Belle Époque, 2020 (ISBN 978-2-330-13313-9 et 2-330-13313-8, OCLC 1153996478, lire en ligne).
- (fr + de + en) Eberhard Mayer et Christine Géliot, Pièces pittoresques et poétiques, vol. A (1881-1895), Kassel, Furore Verlag, 2006, 52 p. (ISMN 9790500129196).